# Aescherbach
Der Aescherbach ist ein 3,2 Kilometer langer linker Zufluss des Wüeribachs in den Schweizer Kantonen Aargau und Zürich.

## Geographie

### Verlauf
Der Aescherbach entspringt im Aargau auf 588 m ü. M. in der Buematt wenig nordöstlich von Arni und unterhalb des Hofes Chüewald direkt an der Kantonsgrenze. Die Quelle wird von Gehölz eingefasst, welches im Norden in die Waldflur Sunnebrunne übergeht.
Der Bach fliesst anfangs für rund 120 Meter nach Südosten zwischen zwei Feldern hindurch und wird bei einem Einzelbaum an der Zürichstrasse eingedolt. Die Verdolung liegt nur rund 80 Meter nördlich des eingedolten Chilemattbächlis, einem Quellbachs des Moosmattbachs, welcher wiederum der rechte Quellbach des Arnerbachs ist. Er wird nach Nordosten der Strasse entlanggeführt und überquert bei der Einmündung des ebenfalls eingedolten Baches aus dem Sunnebrunne von links nach rund 210 Meter langem Bachlauf im Aargau bei der Eggweid die Kantonsgrenze. Nach der Unterquerung der nun Dorfstrasse genannten Strasse erreicht der Aescherbach die Neumatt und nimmt das von rechts einmündende Moosbächli auf. Nach einem Durchlass unter einem Feldweg hindurch unterquert er die Simmlenmatt und tritt nach einer Baumschule in der Weiermatten schliesslich wieder an die Oberfläche.
Der Aescherbach fliesst gegen Nordnordosten von dichtem Gehölz gesäumt und rechtsseitig von einem Feldweg gefolgt. Dabei nimmt er von rechts das Wasser des von Islisberg herkommenden, bei der Mündung eingedolten Uelisweidbächlis auf.  Er unterquert die Islisbergerstrasse und verläuft nun leicht vertieft, während das säumende Gehölz breiter und dichter wird. Er durchfliesst die Heligenmatt und erreicht nach der Brücke der Heligenmattstrasse das Dorf Aesch. Vor dem Dorfkern wendet sich der Bach nach Nordnordwesten und unterquert die Dorfstrasse bei der Lielistrasse. Er nimmt zugleich den Stierenwaldbach von links auf und wendet sich nach Nordosten, wobei er den Dorfkern im Westen passiert und dabei die Siedlungsgrenze bildet. Es folgt die Brücke der Hornstrasse, nach der er direkt hintereinander von rechts den Chürzibach und von links den Mättlibach aufnimmt. Der Bach vollzieht einen kleinen Bogen nach Osten, ehe er im Huebacher von der Alten Aescherstrasse überbrückt wird.
Der Bach lässt Aesch hinter sich und durchfliesst die Chalberweid, ehe er bei Stüber das dicht bewaldete Tobel Lochmatten bildet. Nach der Einmündung des Rebacherbachs von rechts und des Sägissenbachs von links bildet er in der Flur Teuftlen kurz die Gemeindegrenze zwischen Aesch und Birmensdorf, bevor er in der letztgenannten weiterfliesst. Der Aescherbach wendet sich nach Nordwesten und passiert den Rebenhoger (551 m ü. M.), der sich rechtsseitig erhebt und das Tobel vom Wüerital trennt. Er nimmt das gänzlich eingedolte Chilstigbächli auf, bevor das Tobel durch die Trasse der Aescherstrasse zugeschüttet ist. Der Bach unterquert eingedolt die Strasse und tritt von dichtem Gehölz gesäumt und leicht vertieft in einem Feld wieder an die Oberfläche. Es grenzt nun linksseitig die Chromatten und rechtsseitig der Huebacher an, während der Bach mit leichtem Gefälle in kleineren Bögen vorwiegend nach Norden den Hang hinunter fliesst. Kurz vor der südöstlichen Siedlungsgrenze von Birmensdorf flacht der Bachlauf ab und wird von einem namenlosen Feldweg überbrückt.
Schliesslich mündet der Aescherbach auf 471 m ü. M. im Chratz am Nordosthang des Ättenbergs von links und Südsüdwesten kommend in den Unterlauf des Wüeribachs, der kurz danach in die Reppisch mündet.

### Einzugsgebiet
Das Einzugsgebiet des Aescherbachs misst 3,66 km², davon sind 67,8 % Landwirtschaftsfläche, 18,6 % bestockte Fläche sowie 13,6 % Siedlungsfläche. Der höchste Punkt des Einzugsgebiets wird mit 679 m ü. M. an der Wasserscheide zum ebenfalls in den Wüeribach mündenden Fluechbach im Dorf Islisberg erreicht, der gleichzeitig die höchste Stelle des Wüeribach Einzugsgebiets bildet. Die durchschnittliche Höhe beträgt 586 m ü. M. und der mittlere Jahresniederschlag liegt bei 1098,95 mm im Quellgebiet und 1204,06 mm im restlichen  Einzugsgebiet.
Es erstreckt sich über die Gemeinden Aesch und Birmensdorf im Bezirk Dietikon, beide Kanton Zürich, sowie Arni und Islisberg im Bezirk Bremgarten des Kantons Aargau.

### Zuflüsse
Die direkten und indirekten Zuflüsse bachabwärts
- (Bach aus dem) Sunnebrunne (links), 0,1 km
- Moosbächli (rechts), 0,2 km
- Uelisweidbächli (rechts), 1 km
- Stierenwaldbach (links), 0,8 km
  - Eichholzbach (rechts), 0,5 km
- Chürzibach (rechts), 1,5 km
- Mättlibach (links), 0,2 km
- Rebacherbach (rechts), 0,2 km
- Sägissenbach (links), 0,2 km
- Chilstigbächli (links), 0,2 km

## Flora
Am Oberlauf in der Weiermatten kurz vor Aesch sowie teilweise in der Lochmatten wird der Bach von Waldmeister-Buchenwald mit Lungenkraut und Wald-Ziest gesäumt. Im Lochmatten Tobel wächst vor allem Aronstab-Buchenwald sowie typischer Ahorn-Eschenwald, teilweise mit Bingelkraut.